# Francisco da Baviera
Francisco Maria Leopoldo Príncipe da Baviera (em alemão: Franz Maria Luitpold Prinz von Bayern; Starnberg, 10 de outubro de 1875 — Munique, 25 de janeiro de 1957), foi um Príncipe da Baviera membro da Casa de Wittelsbach. Era o terceiro filho do rei Luís III da Baviera e de sua consorte, a arquiduquesa Maria Teresa da Áustria-Este.

## Família
Em 8 de julho de 1912, Francisco desposou a princesa Isabel Antônia de Croÿ (1890-1982), no castelo de Weilburg. Eles tiveram seis filhos:
- Ludwig (1913-2008), desposou a princesa Irmgard da Baviera (1923-2010), uma neta de Luís III da Baviera, morto aos 95 anos de idade.

- Maria Isabel (1914-2011), desposou Pedro Henrique de Orléans e Bragança (1909-1981), morta aos 96 anos de idade.

- Adelgunda (1917-2004), desposou o freiherr Zdenko, Barão de Hoenning-O' Caroll (1906-1996), morta aos 87 anos de idade..

- Eleonora (1918-2009), desposou o conde Constantino, Conde von Waldburg zu Zeil und Trauchburg (1909-1972), morta aos 91 anos de idade.

- Dorotéia (1920-2015), desposou Gottfried, Arquiduque d'Áustria e Grão-duque de Toscana (1902-1984), um neto de Fernando IV de Toscana, morta aos 95 anos de idade.

- Rasso (1926-2011), desposou a arquiduquesa Teresa da Áustria (1931), uma bisneta de Isabel da Áustria, morto aos 86 anos de idade.

O corpo de Francisco da Baviera está enterrado na Igreja de São Miguel, em Munique.